# Asafa Powell
Pour les articles homonymes, voir Powell.
Asafa Powell, né le 23 novembre 1982 dans la paroisse de Sainte-Catherine en Jamaïque, est un athlète jamaïcain, ancien détenteur du record du monde du 100 mètres et quatrième athlète le plus rapide de l'histoire de la discipline. Il est sacré champion olympique (en 2016) et champion du monde (en 2009 et 2015) du relais 4 × 100 mètres, mais n'a jamais remporté de titre majeur en individuel.
Il remporte ses titres en relais avec ses compatriotes Nesta Carter, Michael Frater, Steve Mullings et Usain Bolt. Ce dernier, au même titre que l'Américain Tyson Gay, fait partie de ses principaux adversaires sur 100 mètres durant sa carrière. Powell a marqué l'histoire du sprint mondial par ses multiples records du monde du 100 m entre 2005 (9 s 77) et 2007 (9 s 74). Il perd ce record au profit d'Usain Bolt en 2008.
Il ne court pas le 200 m et le 400 m en grandes compétitions telles que les Jeux Olympiques ou les championnats du monde. Néanmoins, ses records sur ces deux distances sont 19 s 90 pour le 200 m (établi le 25 juin 2006 à Kingston) et 45 s 94 pour le 400 m (établi le 28 février 2009 à Sydney).
En 2013, il est convaincu de dopage à l'issue des championnats de Jamaïque et écope d'une suspension de dix-huit mois,. À la suite de tests menés par trois laboratoires indépendants, il a été prouvé que le produit incriminé était contenu dans un complément alimentaire sans avoir été indiqué sur la liste des composants.
Asafa Powell est le quatrième meilleur performeur mondial de tous les temps sur 100 m derrière son grand rival Américain  Tyson Gay et ses compatriotes Yohan Blake et Usain Bolt. Il est considéré comme l'un des meilleurs sprinters sur la phase d'accélération, déterminante sur une si courte distance. Glen Mills (entraîneur d'Usain Bolt) avait remarqué cette maitrise technique dès l'adolescence de Powell dans les années 1990.

## Biographie

### 2002 et 2003, les prémices
En mai 2003, Powell remporte le titre de champion de Jamaïque du 100 m.
Powell attira les projecteurs du monde de l'athlétisme sur lui au cours des championnats du monde 2003, lorsqu'il eut le malheur d'être l'autre athlète disqualifié pour un faux départ d'un quart de finale.
Cela s'est déroulé quand, dans une journée mémorable, Jon Drummond refusa de quitter la piste subissant le même sort, tous deux bougeant en moins de 0,1 s après le coup de feu. Le temps de réaction de Powell était de 0,086 s,. Six jours plus tard, Powell participa à la demi-finale du relais 4 × 100 m, courant comme dernier relayeur. Il aida l'équipe jamaïcaine à se qualifier pour la finale, enregistrant le second meilleur temps avec ses camarades. Powell n'a jamais eu l'occasion de courir pour la médaille en finale puisque le second passage de témoin a échoué, disqualifiant alors l'équipe jamaïcaine.

### 2004, la révélation
Le 12 juin, il enregistre son premier 100 mètres sous les 10 secondes (9 s 99 avec +1,8 m/s). Deux semaines plus tard, en remportant à nouveau le titre de champion de Jamaïque du 100 m, record personnel à la clef avec 9 s 91, il devint un sérieux outsider pour une médaille sur 100 m aux Jeux olympiques d'Athènes.
Il prend part aux Jeux olympiques d'Athènes. Après avoir réalisé le meilleur temps des demi-finales en 100 m (9 s 95), il doit se contenter d'une cinquième place en finale du 100 m (9 s 94) derrière Justin Gatlin, le Portugais Francis Obikwelu, Maurice Greene et Shawn Crawford. Durant la compétition du 200 mètres, Asafa Powell ne prend pas part à la finale alors qu'il avait passé les trois précédents tours. Lors du relais 4 × 100 m, la Jamaïque termine quatrième de sa série et est éliminée avec un record national à 38 s 71, sans Powell, préservé pour la finale.
Après les déceptions olympiques, le 3 septembre, Powell abaisse le record national de la Jamaïque à 9 s 87 au meeting de Bruxelles. Il remporte cinq meetings IAAF dont le 200 m lors de l'étape berlinoise de la Golden League le 12 septembre. Une semaine plus tard, Powell devient l'unique athlète à remporter le 100 m et le 200 m lors de la Finale mondiale de l'athlétisme 2004 à Monaco.

### 2005, un printemps tambour battant
Auteur d'un début de saison 2005 impressionnant, il réalise 9 s 84 le 7 mai à Kingston puis à Eugene le 4 juin et 9 s 85 le 9 juin à Ostrava sur une piste détrempée.
Le mardi 14 juin, il bat le record du monde jusqu'alors propriété de Tim Montgomery (dont la performance a été annulée rétroactivement en décembre 2005 pour cause de dopage) en courant les 100 mètres en 9 s 77 à l'aide d'un vent favorable de 1,6 m/s. Il réalise cette performance lors de la réunion d'Athènes qui compte pour le Super Grand Prix sur une piste réputée très rapide. C'est dans ce même stade, également site des Jeux olympiques de 2004 (où Powell finit cinquième), que Maurice Greene avait établi le 1er juin 1999 son propre record du monde qui restera ainsi sa propriété durant 6 années.
Quelques semaines seulement après son record du monde, Powell se blesse aux adducteurs et doit ainsi déclarer forfait pour les championnats du monde d'Helsinki 2005.

### 2006, une année au sommet

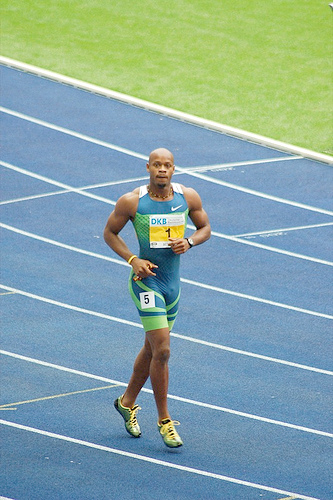
Powell lors d'un meeting en 2006.

L'année 2006 voit Asafa Powell survoler la discipline (il réussira 16 victoires d'affilée). Le Jamaïcain effectue son retour à la compétition en mars 2006 en remportant, le 21, la finale du 100 mètres des 18e Jeux du Commonwealth à Melbourne dans un chrono de 10 s 03.
Le 11 juin 2006, à Gateshead, Asafa Powell égale son propre record du monde en 9 s 769 (9 s 77) grâce à un vent favorable de 1,5 m/s. Le 18 août 2006, au Weltklasse Zürich, il égale à nouveau son record du monde en 9 s 762, arrondi à 9 s 77 selon les règles de l'IAAF, avec un vent favorable de 1,0 m/s.
Il termine invaincu lors des meetings de la Golden League 2006, performance également réalisée la même année par Jeremy Wariner et Sanya Richards. Cette performance, ainsi que ses deux records du monde égalés, lui permet également d'être nommé athlète de l'année 2006 par l'IAAF.

### 2007-2008, une suprématie bousculée
En 2007, lors des championnats du monde 2007 à Osaka, il perd son duel face à l'Américain Tyson Gay. Ce duel était très attendu car les deux adversaires s'étaient volontairement ignorés toute la saison. Après avoir mené 85 m, le Jamaïcain lâche pied et termine 3e en 9 s 96.
Néanmoins, il se reprend lors du meeting international de Rieti en Italie, le 9 septembre 2007, où en demi-finale, il efface son propre record du monde en courant les 100 m en 9 s 74, avec un temps de réaction rapide (0 s 137), un vent favorable de 1,7 m/s mais sur une piste pourtant réputée lente. Il confirme en finale en signant 9 s 78 par vent nul (2e meilleur chrono de l'année).
Le 31 mai 2008, Powell se fait déposséder de son record du monde par son compatriote Usain Bolt, qui abaisse le record à 9 s 72 lors du meeting de New York.
Le 16 août 2008 lors des Jeux olympiques de Pékin, il a l'occasion de redevenir le « roi » du 100 m en remportant le titre, mais il termine 5e (9 s 95) de la finale comme à Athènes en 2004, loin derrière son compatriote Usain Bolt, qui, en 9 s 69 remporte la médaille d'or et établit un nouveau record du monde, confirmant malgré lui sa réputation « d'athlète de meeting ». Le 22 août, il fait partie du relais 4 × 100 mètres jamaïcain, composé également de Nesta Carter, Michael Frater et Usain Bolt.
Il saisit sa chance et remporte l'or olympique qui se refusait à lui jusqu'à présent, le relais jamaïcain établissant au passage un nouveau record du monde en 37 s 10, record de la discipline détenu par un relais américain depuis 1992 (égalé en 1993) avec 37 s 40. Lors de cette même course, il bat le record du monde du 100 m lancé avec un chrono approximatif de 8 s 70. L'équipe est cependant disqualifiée en 2017 à la suite du contrôle antidopage positif de Nesta Carter.
En fin de saison, il abaisse son record personnel sur 100 m, le faisant passer de 9 s 74 à 9 s 72 lors du meeting de Lausanne le 2 septembre 2008, ce qui fait alors de lui le 2e homme le plus rapide du monde (derrière Bolt en 9 s 69).

### 2009, le prince dans l'ombre

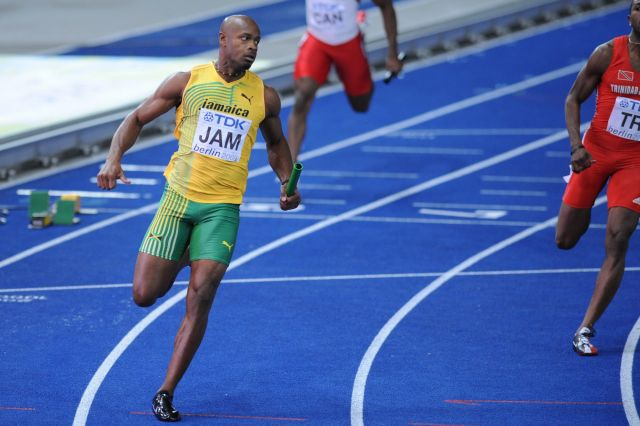
Asafa Powell à l'arrivée du relais 4 × 100 m des Championnats du monde de Berlin, en août 2009.

Le 12 août 2009, Asafa Powell est écarté de la liste des engagés pour les Championnats du monde d'athlétisme 2009 par la Fédération jamaïcaine pour avoir manqué un rassemblement des athlètes sélectionnés pour Berlin, préférant s'entraîner dans le groupe de Stefen Francis en Italie. Cinq autres athlètes jamaïcains sont également sanctionnés pour ce même motif. Le même jour, l'IAAF, par l'intermédiaire de son secrétaire général Pierre Weiss, affirme avoir convaincu la fédération jamaïcaine de faire marche arrière, affirmant que cette sanction « affectait la crédibilité de l'athlétisme ». Powell figure donc bien sur la liste des engagés des mondiaux de Berlin.
Le 16 août 2009, malgré une saison en demi-teinte, due à sa blessure à la cheville, il parvient à se hisser en finale du 100 m aux mondiaux de Berlin. Contrairement à son habitude, il ne montre aucun signe de pression avant le départ et se classe 3e en 9 s 84, devancé par son compatriote Usain Bolt qui établit un nouveau record de la discipline en 9 s 58, ainsi que par l'américain Tyson Gay, 2e en 9 s 71.

### 2011 - 2012: blessures contrariantes
Le « prince » Asafa nourrit de réelles ambitions pour les championnats du monde à Daegu. Il s'affirme en remportant en 9 s 95 la première étape de la ligue de diamant 2011 à Shanghaï devant l'Américain Michael Rodgers. La meilleure marque de la saison sur la distance (9 s 90), réalisée à Starkville, est alors toujours détenue par son compatriote Steve Mullings depuis le 16 avril. Lors du 100 mètres du Golden Gala 2011, il termine à la 2e place en 9 s 93 derrière Usain Bolt (9 s 91) et devant Christophe Lemaitre (10 s 00), après avoir mené jusqu'au 90 m.
Le 5 juin 2011, Asafa Powell se blesse lors d'une compétition au Maroc. Il finira ce 100 m dernier dans le temps anecdotique de 36 s 13. La course est remportée par le Marocain Aziz Ouhadi en 10 s 27, devant le Portugais Francis Obikwelu (10 s 31). Vingt-cinq jours plus tard, le 30 du même mois, il établit la meilleure performance mondiale de la saison (MPMA) en 9 s 78, de nouveau devant Lemaitre et Michael Frater. Le 10 juillet, il s'impose au meeting de Birmingham comptant pour la Ligue de diamant avec un temps de 9 s 91. Il devance ses compatriotes Nesta Carter, également son ami et membre du même club (MVP), (9 s 93) et Michael Frater (10 s 01).
Blessé, l'Américain Tyson Gay qui détenait l'ancienne MPMA en 9 s 79 ne participe pas aux Mondiaux, Powell constitue donc la plus sérieuse menace pour Bolt, lequel n'est que 6e des bilans et n'a réalisé que 9 s 88 cette saison, soit un dixième de moins que Powell. Cependant, le 25 août 2011, soit deux jours avant les Championnats du monde de Daegu, Asafa Powell annonce son forfait sur 100 m à la suite d'une blessure à l'aine,
Pour sa saison 2012, Asafa Powell fait une exception à sa règle de ne pas faire de saison en salle et décide de courir en salle un inhabituel 50 mètres pour la première édition de l'US Open d'athlétisme au Madison Square Garden qui remplace les Millrose Games, partis dans une salle plus moderne. Pour sa première course en salle depuis 2004, Powell réalise la meilleure performance mondiale de l'année (MPMA) avec 5 s 64, à 8 centièmes du record du monde de Donovan Bailey.
Le 18 février, lors du meeting très relevé de Birmingham en salle, il termine troisième en finale du 60 m en 6 s 50, record personnel, derrière ses compatriotes Lerone Clarke (6 s 47, MPMA et record personnel) et Nesta Carter (6 s 49, record personnel). Lors de cette finale très dense, il devance également Trell Kimmons, l'ancien champion du monde christophien Kim Collins et Michael Frater.
Le 7 juin 2012, lors des Bislett Games d'Oslo, 5e étape de la ligue de diamant 2012, il finit 2e du 100 mètres en 9 s 85, son meilleur temps de la saison 2012, derrière Usain Bolt (9 s 79  et record du meeting).
Fin juin, à Kingston, lors des sélections olympiques jamaïcaines, il se qualifie sur 100 mètres mais se fait devancer par Yohan Blake et Usain Bolt. Sur 100 m, malgré un départ médiocre, Blake bat son record personnel en 9 s 75 (+1,1 m/s), et réalise la meilleure performance mondiale de l'année, devant Usain Bolt, deuxième de la course en 9 s 86 et invaincu sur la distance depuis la saison 2010. Powell finit 3e en 9 s 88.
Aux Jeux olympiques de Londres, il se blesse en finale du 100 mètres et termine dernier en 11 s 99. Les examens médicaux révèlent une blessure à l'adducteur gauche et Asafa Powell met un terme à sa saison.

### 2013:  Contrôle antidopage positif
Le 14 juillet 2013, les autorités révèlent qu'Asafa Powell a subi un contrôle antidopage positif à l'issue des championnats nationaux. Celui-ci annonce alors qu'il ne participera pas aux prochains Championnats du monde à Moscou pour lesquels il n'était pas qualifié en individuel. À la suite de tests menés par trois laboratoires indépendants, il a été prouvé que le produit incriminé, l'oxilofrine, était contenu dans un complément alimentaire utilisé par Powell et Sherone Simpson sans avoir été indiqué sur la liste des composants. Les deux athlètes ont donc intenté une procédure juridique contre le laboratoire à l'origine du produit, le laboratoire a arrêté sa production et  s'est engagé à indemniser financièrement les athlètes contrôlés positifs. Après cette affaire ce supplément alimentaire est placé dans la liste des produits interdit par l'agence antidopage américaine USADA.
Il reprend la compétition en 2014, en atteignant 9 s 87 (vent favorable 1,6 m/s) à Austin (St. Michaels) le 23 août.

### Depuis 2015
Le 4 juillet 2015, il remporte le 100 m du meeting Areva en 9 s 81, son meilleur temps de la saison, devant Jimmy Vicaut (9 s 86).
C'est son meilleur temps depuis 2011 (9 s 78). Auparavant dans la saison, il avait réalisé 9 s 84 à deux reprises, une première fois le 9 mai puis le 26 juin, les deux fois à Kingston en Jamaïque. En revanche, Asafa Powell ne termine que septième de la finale des Championnats du monde de Pékin (10 s 00) mais remporte tout de même le titre mondial du relais 4 x 100 m (37 s 36).
Le 12 février 2016, Powell bat son record personnel sur 60 m, réalisant 6 s 49. C'est également la meilleure performance mondiale de l'année. Lors des championnats du monde en salle de Portland, Powell porte son record personnel par deux fois à 6 s 44 (séries et demi-finale), faisant de lui le cinquième performeur mondial de tous les temps. Mais en finale, il ne parvient pas à rééditer cet exploit et s'adjuge la médaille d'argent en 6 s 50, derrière l'Américain Trayvon Bromell (6 s 47). C'est sa première médaille mondiale en salle. 
Aux Jeux Olympiques de Rio, il décroche sa première médaille d'or olympique sur le relais 4 x 100 m en 37 s 27 en compagnie de Usain Bolt, Yohan Blake et Nickel Ashmeade.
Il commence sa saison 2019 en 10 s 29. Le 24 juillet, il court en 10 s 02 à Leverkusen, son meilleur temps depuis 2016.
N'ayant plus couru en compétition depuis le 8 mai 2021 et un 4 x 100 m disputé à Spanish Town, Powell annonce sa retraite le 27 novembre 2022, à l'âge de 40 ans. 

## Postérité et réalisations
Maurice Greene courut 53 courses de 100 mètres sous les 10 secondes durant sa carrière, ce qui à son époque constituait un véritable record. Ce record a maintenant été dépassé par Asafa Powell qui dénombre 97 courses à fin juillet 2019 de 100 m sous les 10 secondes,. À titre de comparaison, Usain Bolt n'en a réalisées que 31 à la même échéance.
Le Jamaïcain est toutefois réputé pour être un homme fragile, tant physiquement — une blessure le prive des Mondiaux 2011 et une autre survient en finale des JO 2012 — que mentalement, puisqu'il n'a presque jamais réussi à bien négocier les grands rendez-vous mondiaux ou olympiques.

## Famille et vie privée
Asafa Powell est un chrétien très pratiquant. Il cite ses parents (William et Cislin), tous deux pasteurs, comme modèles. Asafa Powell a perdu deux frères. Michael Powell fut tué par balle en 2002 dans un taxi new-yorkais. Un an après, Vaughn mourut d'une attaque cardiaque alors qu'il jouait un match de football américain. Les deux décédèrent lors des championnats de Jamaïque que disputait Asafa.
Il est marié et a 2 enfants : une fille (Avani Powell) et un garçon (Liam Powell).

## Palmarès
| Date | Compétition                    | Lieu             | Place | Epreuve   | Temps   |
| ---- | ------------------------------ | ---------------- | ----- | --------- | ------- |
| 2002 | Jeux du Commonwealth           | Manchester       | 2e    | 4 x 100 m | 38 s 62 |
| 2003 | Championnats du monde          | Paris            | —     | 4 x 100 m | DQ      |
| 2003 | Finale mondiale                | Monaco           | 7e    | 100 m     | 10 s 23 |
| 2004 | Championnats du monde en salle | Budapest         | 16e   | 60 m      | 6 s 71  |
| 2004 | Jeux olympiques                | Athènes          | 5e    | 100 m     | 9 s 94  |
| 2004 | Finale mondiale                | Monaco           | 1er   | 100 m     | 9 s 98  |
| 2004 | Finale mondiale                | Monaco           | 1er   | 200 m     | 20 s 06 |
| 2005 | Championnats du monde          | Helsinki         | 4e    | 4 x 100 m | 38 s 28 |
| 2006 | Jeux du Commonwealth           | Melbourne        | 1er   | 100 m     | 10 s 03 |
| 2006 | Jeux du Commonwealth           | Melbourne        | 1er   | 4 x 100 m | 38 s 36 |
| 2006 | Finale mondiale                | Stuttgart        | 1er   | 100 m     | 9 s 89  |
| 2007 | Championnats du monde          | Osaka            | 3e    | 100 m     | 9 s 96  |
| 2007 | Championnats du monde          | Osaka            | 2e    | 4 x 100 m | 37 s 89 |
| 2007 | Finale mondiale                | Stuttgart        | 1er   | 100 m     | 9 s 83  |
| 2008 | Jeux olympiques                | Pékin            | 5e    | 100 m     | 9 s 95  |
| 2008 | Jeux olympiques                | Pékin            | —     | 4 x 100 m | DQ      |
| 2008 | Finale mondiale                | Stuttgart        | 1er   | 100 m     | 9 s 87  |
| 2009 | Championnats du monde          | Berlin           | 3e    | 100 m     | 9 s 84  |
| 2009 | Championnats du monde          | Berlin           | 1er   | 4 x 100 m | 37 s 31 |
| 2009 | Finale mondiale                | Thessalonique    | 2e    | 100 m     | 9 s 90  |
| 2010 | Ligue de diamant               | Ligue de diamant | 2e    | 100 m     | détails |
| 2011 | Ligue de diamant               | Ligue de diamant | 1er   | 100 m     | détails |
| 2012 | Jeux olympiques                | Londres          | 7e    | 100 m     | 11 s 99 |
| 2015 | Championnats du monde          | Pékin            | 7e    | 100 m     | 10 s 00 |
| 2015 | Championnats du monde          | Pékin            | 1er   | 4 x 100 m | 37 s 36 |
| 2015 | Ligue de diamant               | Ligue de diamant | 4e    | 100 m     | détails |
| 2016 | Championnats du monde en salle | Portland         | 2e    | 60 m      | 6 s 50  |
| 2016 | Jeux olympiques                | Rio de Janeiro   | 1er   | 4 × 100 m | 37 s 27 |
| 2016 | DécaNation                     | Marseille        | 1er   | 100 m     | 10 s 20 |
| 2016 | Ligue de diamant               | Ligue de diamant | 1er   | 100 m     | détails |
| 2017 | Ligue de diamant               | Ligue de diamant | 7e    | 100 m     | 10 s 11 |

## Records personnels
| Épreuve      | Épreuve | Performance | Vent    | Lieu     | Date             |
| ------------ | ------- | ----------- | ------- | -------- | ---------------- |
| En Salle     | 50 m    | 5 s 64      |         | New York | 28 janvier 2012  |
| En Salle     | 60 m    | 6 s 44 NR   |         | Portland | 18 mars 2016     |
| En plein air | 100 m   | 9 s 72      | 0,2 m/s | Lausanne | 2 septembre 2008 |
| En plein air | 200 m   | 19 s 90     | 1,3 m/s | Kingston | 25 juin 2006     |
| En plein air | 400 m   | 45 s 94     |         | Sydney   | 28 février 2009  |

| Épreuve | Temps  | Vent    | Date             | Lieu      |
| ------- | ------ | ------- | ---------------- | --------- |
| 100 m   | 9 s 77 | 1,6 m/s | 14 juin 2005     | Athènes   |
| 100 m   | 9 s 77 | 1,5 m/s | 11 juin 2006     | Gateshead |
| 100 m   | 9 s 77 | 1,0 m/s | 18 août 2006     | Zurich    |
| 100 m   | 9 s 74 | 1,7 m/s | 9 septembre 2007 | Rieti     |

### Progression

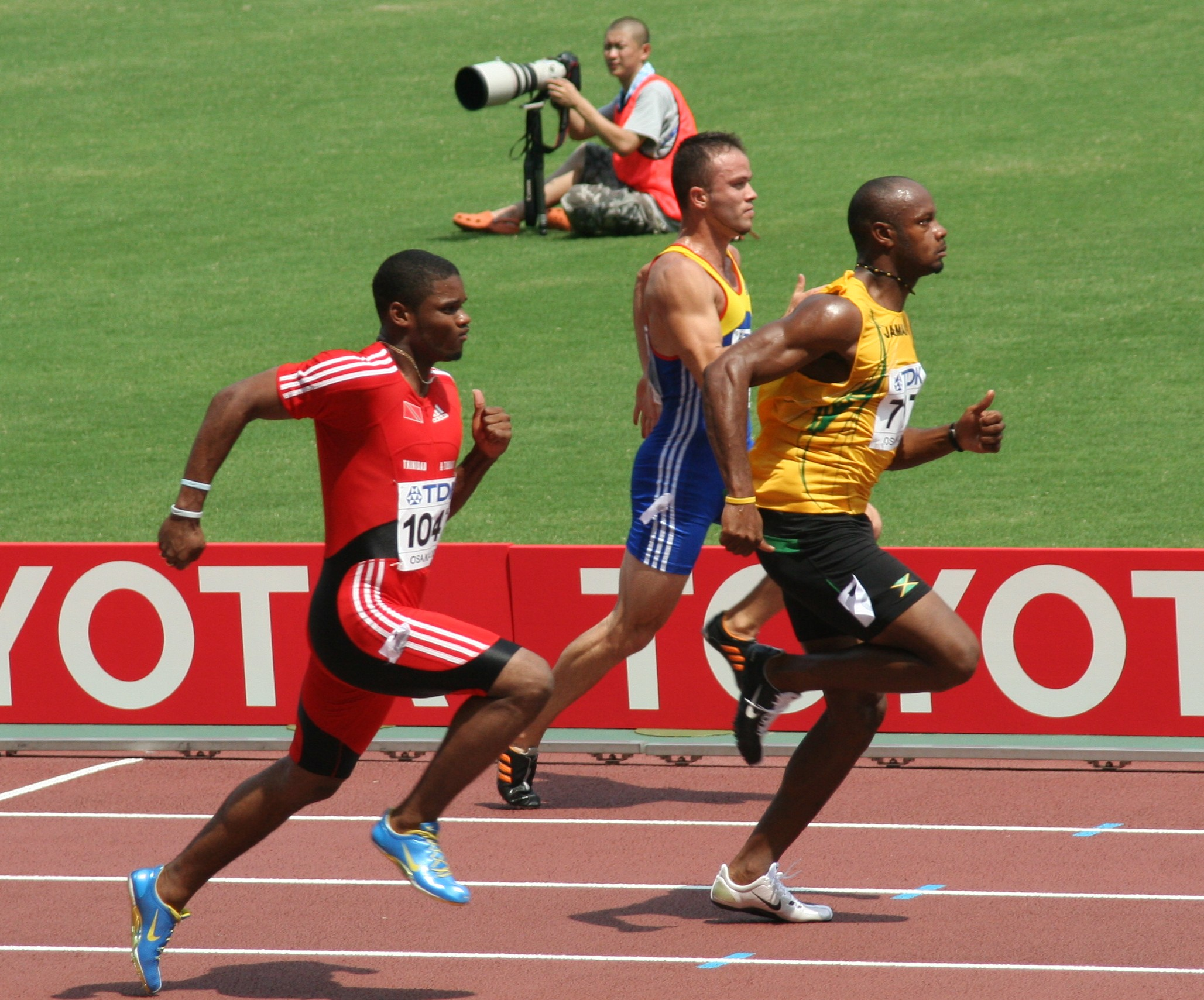
Asafa Powell lors des séries du 100 m aux Mondiaux 2007 d'Osaka.

| année | temps   | vent | lieu      | date             |
| ----- | ------- | ---- | --------- | ---------------- |
| 2002  | 10 s 12 | +1,3 | Rovereto  | 28 août 2002     |
| 2003  | 10 s 02 | +0,8 | Bruxelles | 5 novembre 2003  |
| 2004  | 9 s 87  | +0,2 | Bruxelles | 3 septembre 2004 |
| 2005  | 9 s 77  | +1,6 | Athènes   | 14 juin 2005     |
| 2006  | 9 s 77  | +1,5 | Gateshead | 11 juin 2006     |
| 2006  | 9 s 77  | +1,0 | Zurich    | 18 août 2006     |
| 2007  | 9 s 74  | +1,7 | Rieti     | 9 septembre 2007 |
| 2008  | 9 s 72  | +0,2 | Lausanne  | 2 septembre 2008 |